# Tocadisco

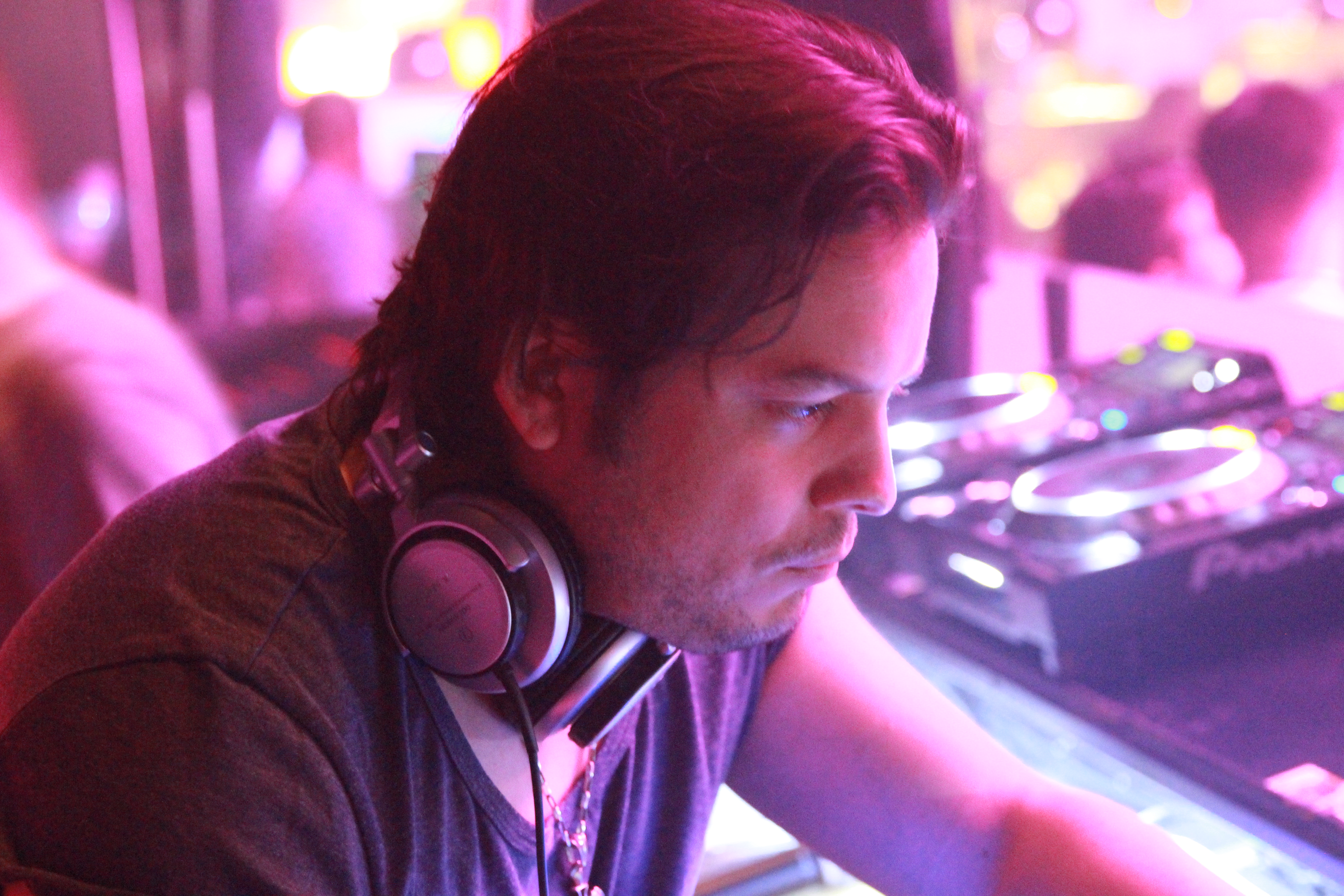
Tocadisco

DJ Tocadisco (Berlijn, 9 juni 1974) is een Duitse dj en muziekproducent. Zijn echte naam is Roman Böer.
Tocadisco ('el tocadiscos' is Spaans voor 'de platenspeler') groeide op in een klein dorp in de buurt van Keulen. Hij speelde verschillende instrumenten tijdens zijn jeugd. In 1996 begon Tocadisco zijn professionele dj-carrière in Düsseldorf bij de club UNIQUE. Met Tocadisco aan de draaitafels werd de club meerdere malen uitgeroepen tot "Beste Club van de Stad". In 2000 verhuisde Tocadisco naar Keulen, waar hij zijn eigen studio opzette. Vanaf dan ging zijn carrière in sneltempo omhoog. Hij begon te remixen en maakte deze onder andere voor The Black Eyed Peas, Mylo en Axwell. Bovendien kreeg hij voor zijn eerste single nobody likes the records that I play niets dan lovende reacties binnen het clubcircuit.
In 2008 kwam zijn eerste album uit met vele van zijn remixes en floorfillers als Morumbi en Streetgirls. Na de release begon hij aan een wereldwijde promotietournee.
Op 5 juli 2008 trad Tocadisco op bij Sensation in de Amsterdam ArenA. Hij werd aangekondigd als Marco V. Ongeveer twintig minuten later pakte hij zelf de microfoon om te melden dat hij toch echt Tocadisco was en niet Marco V. Tijdens de afkondiging werd zijn naam goed vermeld, waarna Marco V aan zijn set begon.

## Discografie

### Albums
| Album met hitnotering(en) in de Vlaamse Ultratop 200 albums | Datum van verschijnen | Datum van binnenkomst | Hoogste positie | Aantal weken | Opmerkingen |
| ----------------------------------------------------------- | --------------------- | --------------------- | --------------- | ------------ | ----------- |
| Solo                                                        | 2008                  | 12-07-2008            | 24              | 19           |             |
| Toca128.0FM                                                 | 25-09-2009            | 10-10-2009            | 56              | 3            |             |

### Singles
| Single met eventuele hitnotering(en) in de Nederlandse Top 40 | Datum van verschijnen | Datum van binnenkomst | Hoogste positie | Aantal weken | Opmerkingen                     |
| ------------------------------------------------------------- | --------------------- | --------------------- | --------------- | ------------ | ------------------------------- |
| Tomorrow can wait                                             | 2008                  | 02-08-2008            | 21              | 9            | met David Guetta & Chris Willis |

| Single met hitnotering(en) in de Vlaamse Ultratop 50 | Datum van verschijnen | Datum van binnenkomst | Hoogste positie | Aantal weken | Opmerkingen                     |
| ---------------------------------------------------- | --------------------- | --------------------- | --------------- | ------------ | ------------------------------- |
| Morumbi                                              | 2008                  | 09-02-2008            | 21              | 9            |                                 |
| Streetgirls                                          | 2008                  | 14-06-2008            | 10              | 14           | met Meral Al-Mer                |
| Tomorrow can wait                                    | 2008                  | 16-08-2008            | 44              | 3            | met David Guetta & Chris Willis |
| Better begin                                         | 2008                  | 12-10-2008            | 29              | 5            | met Lennart A. Salomon          |
| Way of love                                          | 2009                  | 26-09-2009            | 18              | 7            | met Vangosh                     |
| Better run                                           | 2010                  | 23-01-2010            | 5               | 13           | met Nadia Ali                   |